# Bülent
Bülent ist ein türkischer männlicher Vorname persischer Herkunft mit der Bedeutung „erhaben“, „groß“, „hochgewachsen“, „edel“.

## Namensträger
- Bülent Akın (* 1978), belgisch-türkischer Fußballspieler
- Bülent Akıncı (* 1967), türkisch-deutscher Filmregisseur und Drehbuchautor
- Bülent Alkılıç (* 1962), türkischer Fußballspieler
- Bülent Alpkaya (* 1940), türkischer Admiral
- Bülent Arınç (* 1948), türkischer Politiker
- Bülent Aris (* 1958), deutscher Musikproduzent und Songwriter türkischer Herkunft
- Bülent Arslan (* 1975), deutscher Politiker türkischer Herkunft
- Bülent Başer (* 1971), türkischer Boxer und Boxtrainer
- Bülent Kaan Bilgen (* 1977), österreichisch-türkischer Fußballspieler
- Bülent Bölükbaşı (* 1976), türkischer Fußballspieler
- Bülent Çelebi (* 1976), türkischer Musiker und Schauspieler
- Bülent Cevahir (* 1992), türkischer Fußballspieler
- Bülent Ceylan (* 1976), deutscher Comedian und Kabarettist deutsch-türkischer Herkunft
- Bülent Ecevit (1925–2006), türkischer Politiker und Ministerpräsident
- Bülent Eczacıbaşı (* 1949), türkischer Unternehmer
- Bülent Eken (1923–2016), türkischer Fußballspieler, -trainer und -funktionär
- Bülent Ersoy (* 1952), türkische Sängerin
- Bülent Ertuğrul (* 1978), türkischer Fußballspieler
- Bülent Gürbüz (1930–2004), türkischer Fußballspieler und -trainer
- Bülent İnal (* 1973), türkischer Schauspieler
- Bülent İplikçioğlu (* 1952), türkischer Althistoriker und Epigraphiker
- Bülent Kocabey (* 1984), türkischer Fußballspieler
- Bülent Korkmaz (* 1968), türkischer Fußballspieler
- Bülent Kullukcu (* 1971), deutsch-türkischer Künstler
- Bülent Mumay (* 1977), türkischer Journalist
- Bülent Ortaçgil (* 1950), türkischer Sänger und Komponist
- Bülent Özdil (* 1981), deutscher Schauspieler
- Bülent Rauf (1911–1987), türkisch-britischer Mystiker und Autor
- Bülent Şahinkaya (1948–2009), türkischer Fußballspieler
- Bülent Sharif (* 1973), deutsch-türkischer Schauspieler und Model
- Bülent Tanör (1940–2002), türkischer Akademiker und Rechtswissenschaftler
- Bülent Tulay (* 1961), türkischer Verleger und Publizist
- Bülent Ucar (* 1977), deutsch-türkischer Islamwissenschaftler und Religionspädagoge
- Bülent Ünder (* 1949), türkischer Fußballspieler und -trainer
- Bülent Uygun (* 1971), türkischer Fußballspieler und -trainer
- Bülent Varol (1924–2008), türkischer Fußballspieler
- Bülent Yavuz (1950–2021), türkischer Fußballschiedsrichter, -funktionär und TV-Kommentator
- Bülent Yıldırım (* 1972), türkischer Fußballschiedsrichter